# Gösta Bengtsson

30-m²-Klasse (30-m²-Schärenkreuzer)

Gösta Ragnar Bengtsson (* 25. Juli 1897 in Göteborg; † 19. Januar 1984 in Stockholm) war ein schwedischer Segler.

## Erfolge
Gösta Bengtsson, der für den Kullaviks kanot och kappsegling klubb (Kullaviks  KKK) segelte, wurde 1920 in Antwerpen bei den Olympischen Spielen in der 30-m²-Klasse Olympiasieger. Er war neben Rolf Steffenburg Crewmitglied der Kullan, die als einziges Boot seiner Klasse teilnahm. Bengtsson, Steffenburg und Skipper Gösta Lundquist genügte in drei Wettfahrten jeweils das Erreichen des Ziels zum Gewinn der Goldmedaille.